# Марсиане (альбом)
«Марсиане» — третий студийный альбом группы Братья Грим, выпущенный 17 ноября 2007 года. Альбом записывался в 2007 году в Киеве.

## Рецензии
Рецензент сайта TopPop.ru отозвался об альбоме крайне положительно, назвав его «рокапопсом с человеческим лицом», однако нашёл вокал излишне манерным. Автор рецензии в журнале «Ъ-Weekend» писал, что, по его мнению, к третьему альбому музыканты выработали «уникальную формулу хита от „Братьев Грим“», назвав их идеальной группой для корпоративных вечеринок. Марк Радель из InterMedia, негативно отозвавшись о предыдущем творчестве группы в целом, заявил, что расставание с продюсером Леонидом Бурлаковым пошло «Братьям Грим» на пользу. По его словам, «Марсиан» в отличие от двух предшествовавших ему альбомов («Братья Грим» и «Иллюзия») «можно слушать». Отметив треки «Вира-Майна», «Марсиане» и «Морской несезон», он назвал главным недостатком альбома затянутость и поставил тому три звезды.

## Список композиций
Слова и музыка всех песен — Борис Грим, кроме "За тобой", "Жара" – Константин Грим.
| №   | Название          | Длительность |
| --- | ----------------- | ------------ |
| 1.  | «Intro»           | 1:01         |
| 2.  | «Хрусть-пополам»  | 3:36         |
| 3.  | «Утром»           | 4:07         |
| 4.  | «Лети»            | 3:33         |
| 5.  | «Вира-майна»      | 2:51         |
| 6.  | «Марсиане»        | 4:03         |
| 7.  | «За тобой»        | 2:33         |
| 8.  | «Морской несезон» | 5:14         |
| 9.  | «Жара»            | 2:55         |
| 10. | «Не лечится»      | 3:15         |
| 11. | «Сгорай»          | 3:33         |
| 12. | «Микрорайон»      | 3:46         |
| 13. | «Место во ржи»    | 4:19         |
| 14. | «Дорога»          | 3:15         |
| 15. | «Подсолнух»       | 3:50         |

## Участники записи
| Братья Грим - Борис «Грим» Бурдаев – вокал, гитара. - Константин «Грим» Бурдаев – бас-гитара, бэк-вокал, вокал («Жара»). - Максим Малицкий – гитара. - Денис Попов – барабаны, бэк-вокал («Сгорай»). - Андрей Тимонин – клавиши. | В записи также принимали участие - Романтик-квартер – «Не лечится». - Киевский скрипичный квартет – «Морской Несезон». - Духовая секция группы Mad Heads – «Жара». - Михаил Клягин – партия гитары в «Не лечится». |